# ميلدريد دريسلهوس
ميلدريد دريسلهوس (بالإنجليزية: Mildred Dresselhaus) مواليد 11 نوفمبر 1930 في بروكلين، نيويورك، الولايات المتحدة - الوفاة 20 فبراير 2017 في كامبريدج، ماساتشوستس، الولايات المتحدة

## نشأتها والتعليم
ولدت ميلدريد في يوم 11 نوفمبر 1930 في بروكلين، لأب وأم من المهاجرين اليهود البولنديين هما إيثل وماير.
نشأت دريسلهوس في برونكس وتلقت تعليمها في مدرسة هانتر الثانوية ثم حصلت على شهادة البكالوريوس في كلية هنتر في نيويورك في عام 1951.

## حياتها العلمية
حصلت على دريسلهوس الميدالية الوطنية للعلوم في عام 1990 تقديراً لعملها على خصائص الإلكترونية للمواد فضلاً عن توسيع نطاق الفرص للمرأة في العلوم والهندسة.

## وصلات خارجية
- مكتب المعلومات العلمية والتقنية، وزارة الطاقة الأمريكية
- موقع معهد ماساتشوستس للتكنولوجيا
- فيديو لحوار مسجل في موقع فيجا للعلوم، جامعة فلوريدا